# 松井亞彌
松井亞彌（日语：／ Matsui Aya，1964年5月12日—），日本女編劇。日本編劇聯盟會員。

## 人物
曾是由小山高生領導的劇本創作團體「Brother Noppo」成員。
身為編劇，主要負責動畫編劇和劇本統籌的工作。此外，她還為本身負責劇本統籌和編劇的《神通小精靈》、《金魚注意報》、《超仙魔大戰》、《塔麻可吉！》等動畫作品創作主題歌和插入歌的歌詞。

## 來歷
高中時期，她看了《E.T.外星人》很感動。當她得知編劇是一位名叫瑪莉莎·麥瑟森的女性時受到啟發，想成為一名編劇，心想希望自己也能寫那樣的戲劇。松井在大學也修了劇本課程，但與松井的奇幻取向相反，她並不符合周遭人喜歡懸疑劇的趨勢。最後沒有成功，所以她放棄了當編劇，曾經找到過一份工作，但後來她在一本雜誌上看到了一個動畫劇本屋的廣告，心想「如果是動畫的話，我想我可以寫一些像《E.T.外星人》這樣奇幻的、孩子們喜歡的東西」，應徵並加入了動畫劇本屋。此後，她師從小山高生，並開始經常光顧Brother Noppo。最終，《貓咪也瘋狂》的情節被採用，她寫了劇本，這使她成為Brother Noppo的成員，並作為編劇首次亮相。

## 參加作品
粗體字表示劇本統籌作品。

### 電視動畫
1988年
- 貓咪也瘋狂（—1989年，編劇）

1989年
- 亂馬½ (1989年版)、亂馬½ 熱鬥篇（編劇）
- 七龍珠Z（—1996年，編劇）

1990年
- 魔法天使甜蜜薄荷（編劇）
- 神通小精靈（—1992年，編劇）

1991年
- 金魚注意報（編劇）

1992年
- 怪博士與機器娃娃 1992年正月特集（構成）
- 超仙魔大戰（編劇）

1993年
- GS美神（編劇、小說版執筆）

1994年
- 橘子醬男孩（編劇）
- 七海的堤可（編劇）

1995年
- 黃金勇者合體（編劇）
- H2（編劇）
- 動畫世界的童話（日语：世界名作童話シリーズ ワ〜ォ!メルヘン王国）（編劇）
- 近所物語（編劇）

1996年
- 名犬萊西（編劇）
- 七龍珠GT（—1997年，編劇）
- 花樣男子（編劇）

1997年
- EAT-MAN（日语：EAT-MAN）（編劇）
- 幸運騎士L（日语：フォーチュン・クエストL）（編劇）

1998年
- 秀逗博士（編劇）
- 夢之蠟筆王國（編劇）
- 波波羅古洛伊斯物語（編劇）

1999年
- 狂野歷險 Twilight Venom（日语：ワイルドアームズ トワイライトヴェノム）（編劇）

2000年
- 咕嚕咕嚕魔法陣 心跳♡傳說（編劇）
- 捍衛者（編劇）
- 警車奇戀（日语：ピポパポパトルくん）（—2001年，編劇）

2001年
- 沙漠的海賊！隊長庫珀（日语：砂漠の海賊!キャプテンクッパ）（編劇）
- SAMURAI GIRL 武俠派女高中生[3]（編劇）

2002年
- 鈴鐺貓娘Panyo Panyo（編劇）
- 神奇寶貝超世代（—2006年，編劇）
- 神奇寶貝 Side Story（—2004年，編劇）

2005年
- 甲蟲王者 森林居民的傳說（—2006年，編劇）

2006年
- 神奇寶貝不可思議迷宮 紅色救難隊·藍色救難隊（日语：ポケモン不思議のダンジョン 青の救助隊・赤の救助隊#ポケモン不思議のダンジョン 出動ポケモン救助隊ガンバルズ!）（編劇）
- 神奇寶貝鑽石&珍珠（—2010年，編劇）

2007年
- 神奇寶貝不可思議迷宮 時間探險隊·黑暗探險隊（日语：ポケモン不思議のダンジョン 時の探検隊・闇の探検隊#ポケモン不思議のダンジョン 時の探検隊・闇の探検隊）（編劇）

2008年
- 最棒！塔麻可吉！（編劇）

2009年
- 神奇寶貝不可思議迷宮 空之探險隊·最後的冒險（日语：ポケモン不思議のダンジョン 時の探検隊・闇の探検隊#ポケモン不思議のダンジョン 空の探検隊 時と闇をめぐる最後の冒険）（編劇）
- 塔麻可吉！（—2012年，編劇）

2011年
- 櫻桃小丸子 (第2期)（編劇）

2012年
- 塔麻可吉！Yume Kira Dream（—2013年，編劇）

2013年
- 塔麻可吉！Miracle Friends（—2014年，編劇）
- 天才黃金腦 神之謎 (第3系列)（—2014年，編劇）

2014年
- GO-GO 塔麻可吉！（—2015年，編劇）

2015年
- 塔麻可吉！塔瑪朋友大集合GO

2016年
- 莉露莉露妖精 ～妖精之門～（—2017年，編劇）
- 神奇寶貝XY&Z（編劇）
- 精靈寶可夢 太陽&月亮（－2019年，編劇）

2017年
- 莉露莉露妖精 ～魔法之鏡～（—2018年，編劇）

2019年
- 寶可夢 旅途（—2023年，編劇）

2020年
- 遊☆戲☆王SEVENS（編劇）

2022年
- 最遊記RELOAD -ZEROIN-（編劇）
- 遊☆戲☆王GO RUSH（編劇）

### 電影動畫
1990年
- （編劇）
- 劇場版 怪博士與機器娃娃系列（日语：Dr.スランプ アラレちゃんの映画作品）

1992年
- 神通小精靈：喜歡，喜歡，我喜歡章魚燒！（日语：まじかる☆タルるートくん すき・すき タコ焼きっ!）（編劇）

1993年
- 怪博士與機器娃娃：嗯加！企鵝村的早晨（日语：Dr.スランプ アラレちゃん んちゃ!ペンギン村はハレのち晴れ）（編劇）
- 怪博士與機器娃娃：嗯加！愛在企鵝村（日语：Dr.スランプ アラレちゃん んちゃ!ペンギン村より愛をこめて）（編劇）

1994年
- GS美神 極楽大作戰!!（編劇、小說版執筆）
- 怪博士與機器娃娃：吼唷唷!! 報恩的鯊魚被我帶走了…（日语：Dr.スランプ アラレちゃん ほよよ!!助けたサメに連れられて…）（編劇）
- 怪博士與機器娃娃：嗯加!! 緊張刺激的暑假（日语：Dr.スランプ アラレちゃん んちゃ!!わくわくハートの夏休み）（編劇）

1996年
- 七龍珠：最強之道（編劇）

2005年
- 魔法少年賈修：機械巴爾漢來襲（編劇）

2007年
- 劇場版 動物之森（編劇）
- 劇場版 塔麻可吉：DOKI DOKI！星球大暴走!?（日语：えいがでとーじょー! たまごっち ドキドキ! うちゅーのまいごっち!?）（編劇）

2008年
- 劇場版 塔麻可吉：宇宙第一的快樂物語!?（日语：映画! たまごっち うちゅーいちハッピーな物語!?）（編劇）

2009年
- 2 STEPS！（編劇）

2010年
- 雷頓大冒險：永遠的歌姬（編劇、小說版執筆）

2013年
- 皮卡丘與伊布好朋友（編劇）

### 作詞
1990年
- 神通小精靈（—1992年）
  - 插入歌
    - 「」（作詞：松井亞彌，作曲、編曲：橫山菁兒，歌：TARAKO）
    - 「」（作詞：松井亞彌，作曲：林哲司，編曲：山本健司（日语：山本健司），歌：高山南、冬馬由美、鹽屋翼、杉山佳壽子、浦和惠）
    - 「」（作詞：松井亞彌，作曲：林哲司，編曲：山本健司，歌：高山南）
    - 「」（作詞：松井亞彌，作曲、編曲：橫山菁兒，歌：冬馬由美）
    - 「」（作詞：松井亞彌，作曲：割田康彥（日语：割田康彦），編曲：山本健司，歌：堀江美都子）

1991年
- 金魚注意報
  - 插入歌
    - 「」（作詞：松井亞彌，作曲、編曲：有澤孝紀，歌 : 內田順子，對白：掛川裕彥）
    - 「」（作詞：松井亞彌，作曲、編曲：赤東兒，歌：掛川裕彥、松野太紀）
    - 「」（作詞：松井亞彌、有澤孝紀，作曲：有澤孝紀，歌：金井美香）

1992年
- 超仙魔大戰
  - 片頭曲
    - 「」（作詞：松井亞彌，作曲：清岡千穗（日语：清岡千穂），編曲：藤原育郎（日语：藤原いくろう），歌：草尾毅）

  - 插入歌、角色歌曲
    - 「既視感」（作詞：松井亞彌，作曲：清岡千穗，編曲：藤原育郎，歌：草尾毅、山崎和佳奈）
    - 「MY PRECIOUS BLUE…」（作詞：松井亞彌，作曲：清岡千穗，編曲：藤原育郎，歌：（柏倉努））
    - 「」（作詞：松井亞彌，作曲、編曲：藤原育郎，歌：（草尾毅）、（柏倉努）、（山崎和佳奈）、（浦和惠））
    - 「」（作詞：松井亞彌，作曲、編曲：有澤孝紀，歌：（山崎和佳奈））

1994年
- 七海的堤可
  - 插入歌
    - 「」（作詞：松井亞彌，作曲：清岡千穗，歌：林原惠）

2014年
- GO-GO 塔麻可吉！
  - 插入歌
    - 「」（作詞：松井亞彌[4]，作曲、編曲：青空，歌：老爹吉（小西克幸））

### 其它
2006年
- 神奇寶貝3D大冒險2 皮卡丘的海底大冒險（編劇）

2008年
- 塔麻可吉原創動畫（日语：たまごっちオリジナルアニメ）（編劇）

2024年
- 最喜歡鴨寶寶了（日语：POKÉTOON#2024年版第5弾『コアルヒーだいすき』）（構成）

## 相關項目
- 小山高生
- 日本動畫師列表（日语：アニメ関係者一覧）

## 外部連結
- 松井亞彌的X（前Twitter） （日語）